# Austin Powers: Špionátor
Austin Powers: Špionátor (v anglickém originále Austin Powers: International Man of Mystery) je americká filmová akční komedie z roku 1997. Režisérem filmu je Jay Roach. Hlavní role ve filmu ztvárnili Mike Myers, Elizabeth Hurley, Robert Wagner, Seth Green a Mindy Sterling. Jedná se o první díl ze série filmů o Austinu Powersovi.

## Ocenění
Film získal dvě ocenění MTV Movie Awards, a to v kategorii nejlepší padouch a nejlepší taneční sekvence. Oceněn byl také cenou Academy of Science Fiction, Fantasy & Horror Films, a to v kategorii nejlepší fantasy film.

## Obsazení
| Mike Myers       | Austin Powers/Dr. Zloduch |
| Elizabeth Hurley | Vanessa Kensington        |
| Robert Wagner    | Číslo 2                   |
| Seth Green       | Scott Zloduch             |
| Mindy Sterling   | Frau Farbissina           |
| Michael York     | Basil Exposition          |
| Fabiana Udenio   | Alotta Fagina             |
| Alec Baldwin     | Mustafův otec             |
| John Goodman     | Scottův strýc             |
| Billy Crystal    | ministr titulů            |
| Will Ferrell     | Mustafa                   |
| Mimi Rogers      | Paní Kensington           |
| Joe Son          | Random Task               |
| Paul Dillon      | Patty O´Brien             |
| Charles Napier   | Commander Gilmour         |
| Clint Howard     | Johnson Ritter            |
| Tom Arnold       | Cowboy                    |
| Carrie Fisher    | terapeutka                |
| Cheri Oteri      | letová dispečerka         |
| Britney Spears   |                           |
| Christian Slater |                           |
| Cindy Margolis   |                           |